# Protector solar
La crema solar, protector solar o bloqueador solar es una loción, gel, aerosol u otro tópico que evita o disminuye los efectos causados por la radiación solar o por lámparas artificiales que emitan dicha radiación. Cabe aclarar que no necesariamente ayuda a evitar las quemaduras ni ofrecen una protección plena frente al Sol.
La ropa que bloquea o tamiza los rayos solares nocivos (UVA y UVB), junto con sombreros de ala ancha, gafas de sol y parasoles, son útiles para prevenir lesiones en los ojos y la piel pero no es lo suficiente para cubrirse de quemaduras causadas por el sol. Cada uno de ellos por separado puede no ser suficiente para prevenir las lesiones por el sol.
Normalmente, la probabilidad de desarrollar un cáncer de piel es mayor en personas que presentan gran cantidad de lunares.
Los protectores solares deben aplicarse entre 30 minutos y 2 horas antes de exponerse al sol. En general, deben reaplicarse después de haber pasado 80 minutos en el agua o si ha transpirado en gran cantidad o cada 2 horas fuera del agua. Se debe seguir cuidadosamente las instrucciones en la etiqueta del producto.
En Europa la Comisión Europea publicó en el año 2006 una recomendación en la que especificaba ciertas instrucciones de uso para que fueran incluidas en el etiquetado de los protectores solares. La recomendación 2006/647/CE de la Comisión Europea define como producto de protección solar cualquier preparado (como crema, aceite, gel o aerosol) de aplicación sobre la piel humana con la finalidad exclusiva o principal de protegerla de la radiación UV absorbiéndola, dispersándola o reflejándola.

## Efectos en la salud

### Beneficios
El uso de protector solar puede ayudar a prevenir el melanoma y el carcinoma de células escamosas, dos tipos de cáncer de piel. Hay poca evidencia de que sea efectivo en la prevención del carcinoma de células basales.
Un estudio de 2013 concluyó que la aplicación diligente y diaria de protector solar podría ralentizar o prevenir temporalmente el desarrollo de arrugas y la flacidez de la piel. El estudio involucró a 900 personas blancas en Australia y requirió que algunas de ellas aplicaran un protector solar de amplio espectro todos los días durante cuatro años y medio. Descubrió que las personas que lo hicieron tenían una piel notablemente más resistente y suave que aquellas a las que se les asignó continuar sus prácticas habituales. Un estudio con 32 sujetos mostró que el uso diario de protector solar (FPS 30) revirtió el envejecimiento de la piel debido a la luz solar en 12 semanas y la mejora continuó hasta el final del periodo de investigación de un año.[cita requerida] El protector solar es inherentemente antienvejecimiento, ya que el sol es la principal causa de envejecimiento prematuro, por lo tanto, puede ralentizar o prevenir temporalmente el desarrollo de arrugas, manchas oscuras y flacidez de la piel.
Un tubo de protector solar FPS 30 a la venta en los Estados Unidos. Minimizar el daño por UV es especialmente importante para los niños y las personas de piel clara y aquellos que tienen sensibilidad al sol por razones médicas.

### Riesgos
Hasta 2021, 16 ingredientes están aprobados por la Administración de Alimentos y Medicamentos (FDA) de los EE. UU. para ser utilizados como filtros UV en los Estados Unidos. De ellos, solo el óxido de zinc y el dióxido de titanio son reconocidos como seguros y efectivos (GRASE) por la FDA, ya que actualmente no hay suficientes datos de seguridad para respaldar esta afirmación para los 14 compuestos restantes.
La investigación de la FDA sobre la seguridad de los tres principales filtros UV orgánicos (oxibenzona, homosalato y octocrileno) encontró que las tres moléculas podían ser detectadas en la piel, en la sangre, en la leche materna y en muestras de orina semanas después de dejar de ser utilizados.
Los componentes del protector solar suelen ser sometidos a un extenso análisis por parte de los reguladores gubernamentales en varios países, y los que presentan preocupaciones significativas de seguridad (como la PABA) tienden a ser retirados del mercado de consumo.
Existe el riesgo de una reacción alérgica al protector solar para algunas personas, ya que "La dermatitis de contacto alérgica típica puede ocurrir en individuos alérgicos a cualquiera de los compuestos que se encuentran en los productos de protector solar o preparaciones cosméticas que tienen un componente de protector solar. La erupción puede ocurrir en cualquier parte del cuerpo donde se ha aplicado la sustancia y a veces puede extenderse a sitios inesperados."

## Exposición prolongada al sol
Los rayos ultravioleta (UV) son una forma invisible de radiación. Pueden penetrar la piel y dañar las células. Las quemaduras de sol son un signo de daño en la piel. Las quemaduras solares se producen cuando la cantidad de exposición al sol o a otra fuente de rayos ultravioleta excede la capacidad del pigmento protector del cuerpo, la melanina, para proteger la piel. Las quemaduras de sol son tan graves como las quemaduras térmicas y pueden tener los mismos efectos sistémicos, como ampollas, edema y fiebre.
El bronceado tampoco es saludable; aparece después de que los rayos del sol ya matasen algunas células y dañasen otras y, a la larga, es causa de fotoenvejecimiento. Los rayos UV pueden causar lesiones en la piel durante cualquier estación del año y a cualquier temperatura. También pueden causar problemas en los ojos, arrugas, manchas en la piel y cáncer de piel. 
Recomendaciones para protegerse del sol:
- Mantenerse alejado del sol cuando sus rayos son más fuertes (entre las 10:00 y las 16:00)
- Usar protector solar con un FPS de 15 o más
- Utilizar ropa protectora
- Usar anteojos de sol con buena cobertura que le brinden 100 por ciento de protección contra los rayos UV
- Evitar las lámparas solares y las camas para broncearse
- Revisar su piel con regularidad para detectar cambios en el tamaño, la forma, el color o la textura de sus marcas de nacimiento, lunares y manchas. Esos cambios pueden ser un signo de cáncer en la piel.

## Tipos
Hay dos tipos de protectores solares: 
- Filtros físicos: También llamadas pantallas totales. Reflejan toda la radiación solar, impidiendo que esta penetre en la piel y produzca enrojecimiento, quemaduras, etc. Hay que aplicarlos en capa gruesa y apenas se notan utilizando el dióxido de titanio.
- Filtros químicos: Actúan absorbiendo la radiación solar y transformándola en otro tipo de energía no nociva a la piel. Dan lugar a los factores de protección solar (FPS).

Un buen filtro solar debe reunir las siguientes cualidades: 
- Buena capacidad de absorción de las radiaciones ultravioletas.
- Resistencia a los agentes externos: sudor, agua, etcétera.
- No causar irritación a la piel.
- Ser estable al sol.
- Ser inodoro e insípido.
- No dejar sensación aceitosa.

## Clasificación de los fotoprotectores según su composición
- Los que contienen ácido para-aminobenzoico y sus derivados
- Los que contienen cinamato
- Los que contienen benzofenonas
- Los que contienen derivados del benzimidazol
- Los que contienen bencilidenos y derivados del alcanfor

## Factor de protección solar
El factor de protección solar (FPS) o índice de protección solar (IPS) es la medida de laboratorio de la eficacia con la cual un protector solar protegerá la piel; a más alto el FPS mayor protección estará ofreciendo el protector solar en contra de los rayos UV-B (la radiación ultravioleta que es la causante de las quemaduras de sol).[cita requerida]
El IPS es la cantidad de radiación UV necesaria para causar quemaduras de sol en la piel con la crema protectora solar aplicada, en relación con la cantidad de radiación UV necesaria para causar la misma quemadura sin el protector solar. Por lo tanto, al usar un protector solar con FPS 50, la piel no se quema hasta que haya sido expuesto a 50 veces la cantidad de la energía solar que normalmente haría que sufriera de una quemadura. La cantidad de energía solar a la que se expone la piel no sólo depende de la cantidad de tiempo que es expuesta al sol, sino también de la hora del día a la cual se realiza la exposición. Esto se debe a que durante la mañana y la tarde la radiación proveniente del sol debe atravesar una capa más gruesa de la atmósfera antes de llegar a la Tierra (y a la piel de quien se está exponiendo al sol) con respecto a la distancia que debe atravesar al encontrarse al mediodía. En la práctica, la protección de un protector solar en particular depende de factores tales como:
- El tipo de piel de la persona
- La cantidad aplicada de protector solar y la frecuencia de aplicación.
- Las actividades realizadas durante la exposición al sol (por ejemplo, nadar lleva a la pérdida del protector solar de la piel en menor tiempo).
- Cantidad de protector solar que la piel ha absorbido

La elección del protector solar dependerá de los antecedentes personales con las quemaduras de sol y bronceado, tipo de piel, uso de otros medicamentos y las razones que se tengan para usar un filtro solar. Si se usa un filtro solar para prevenir reacciones de fotosensibilidad inducidas por medicamentos o para prevenir trastornos inducidos por rayos ultravioleta, se debe elegir un producto de amplio espectro. Si se va a nadar o si se transpira mucho, se debe elegir un filtro solar cuya etiqueta lo identifique como a prueba de agua o resistente al agua.

## Resistencia al agua
En Europa la mención de «resistente al agua» y «muy resistente al agua» está regulada por una especificación de la Asociación Europea de Fabricantes de Cosméticos. Los productos resistentes al agua han de soportar dos inmersiones de 20 minutos, y los productos muy resistentes al agua cuatro inmersiones.[cita requerida]

## Daño al medio ambiente
Estudios liderados por el ecotoxicólogo Craig Downs en 2015, revelaron que ciertos ingredientes de las lociones solares, principalmente la oxibenzona, son perjudiciales para la vida marina, especialmente los corales. 
La Universidad de Stanford encontró que las células de coral metabolizan la oxibenzona, convirtiéndola en una toxina activada por la luz. Algunos lugares, como Hawái, han prohibido lociones con oxibenzona y octinoxato por su impacto ambiental. Sin embargo, la falta de alternativas claras plantea un desafío, ya que otros filtros solares también pueden ser tóxicos. La Administración Oceánica y Atmosférica de EE. UU. identifica hasta 10 ingredientes dañinos en lociones solares. La etiqueta "seguro para los arrecifes" se considera, en muchos casos, un reclamo publicitario sin estándares claros.

## Historia
Las primeras civilizaciones utilizaban diversos productos vegetales para ayudar a proteger la piel del daño solar. Por ejemplo, los antiguos griegos utilizaban el aceite de oliva para este fin, y los antiguos egipcios empleaban extractos de plantas de arroz, jazmín y altramuz, cuyos productos se siguen utilizando hoy en día para el cuidado de la piel. La pasta de óxido de cinc también ha sido popular para la protección de la piel durante miles de años. Entre los nómadas Sama-Bajau de Filipinas, Malasia e Indonesia, un tipo de protección solar común era una pasta llamada borak o burak, que se hacía con hierbas acuáticas, arroz y especias. Lo utilizaban sobre todo las mujeres para protegerse la cara y las zonas de la piel expuestas al duro sol tropical en el mar. En Myanmar, la thanaka, una pasta cosmética de color blanco amarillento hecha de corteza molida, se utiliza tradicionalmente para protegerse del sol.

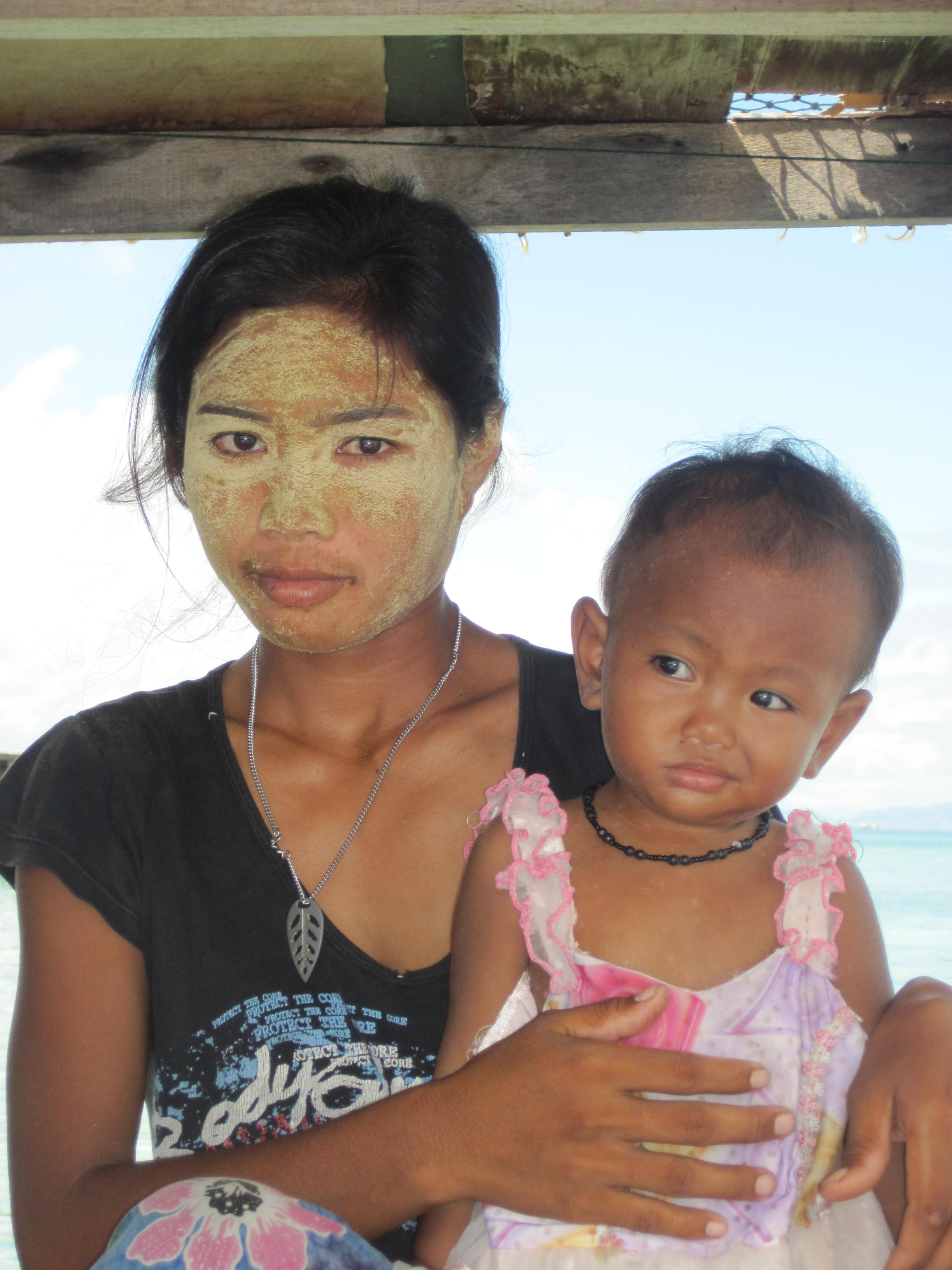
Mujer sama con protección solar tradicional ("borak")

Los primeros protectores solares sintéticos se utilizaron por primera vez en 1928. El primer producto comercial importante salió al mercado en 1936, introducido por el fundador de L'Oreal, el químico francés Eugène Schueller.

## Investigación
Se están desarrollando nuevos productos, como los protectores solares basados en nanopartículas bioadhesivas. Éstas funcionan encapsulando filtros UV de uso comercial, siendo no sólo adherentes a la piel sino también no penetrantes. Esta estrategia inhibe el daño primario inducido por los rayos UV, así como los radicales libres secundarios.
También se están estudiando filtros UV basados en ésteres de sinapato.